# Rigal
Rigal is een historisch, Frans merk dat rond 1905 zeer snelle tricycles produceerde, mogelijk met motorblokken van De Dion-Bouton. Eigenaar M. Rigal zette de machines in races op de Franse vélodromes in.